# Chirgoutte
La Chirgoutte, ou Schirgoutte, plus rarement Chergoutte, est un ruisseau du département du Bas-Rhin en région Grand Est et un petit affluent droit de la Bruche, qu'elle rejoint à Fouday.

## Géographie
De 7,7 km de longueur, ce gros ruisseau au courant vif naît au flanc du massif du Champ du Feu, près du col de la Charbonnière, à 970 m d'altitude. Il est grossi par un fort ruissellement et par le ruisseau de la Goutte du Moulin. qui coule dans la petite vallée secondaire où est établi Bellefosse.
L'association forestière pastorale La Chirgoutte s'est donné pour mission l'entretien du fond de vallée, entre le ruisseau et la route départementale, sur les territoires de Fouday et de Waldersbach. 
La Chirgoutte fournissait la force motrice à la rubannerie que dirigea l'industriel philanthrope Daniel Legrand. Les deux bâtiments de cette ancienne manufacrure, à Fouday, ont été transformés en habitations. Le ruisseau frôle l'ancienne demeure des Legrand en haut du village.
La Schirgoutte conflue en rive droite de la Bruche, sur la commune de Fouday, à 405 m d'altitude, en face de la commune de Plaine.

### Communes et cantons traversées
Dans le seul département du Bas-Rhin, la Chergoutte traverse les cinq communes suivantes, de l'amont vers l'aval, de Bellefosse (source), Belmont,  Waldersbach, Blancherupt, Fouday (confluence).
Soit en termes de cantons, la Schirgoutte prend source et conflue dans le canton de Schirmeck, le tout dans l'arrondissement de Molsheim.

## Affluents
La Schirgoutte n'a pas d'affluent référencé.
Pourtant Géoportail signale les affluents suivants :
- la Bellegoutte (rd) sur la seule commune de Waldersbach
- la Grande Goutte (rd) sur la commune de Waldersbach
- la Goutte du Moulin (rg) 1,3 km sur les deux communes de Bellefosse (source) et Waldersbach (confluence).

## Histoire
Jean-Frédéric Oberlin a participé à l'aménagement de la vallée autour de Waldersbach.